# قسمت‌های خصوصی (فیلم ۱۹۹۷)
قسمت‌های خصوصی یا بخش‌های خصوصی (به انگلیسی: Private Parts) فیلمی محصول سال ۱۹۹۷ و به کارگردانی جان فلدمن است. در این فیلم بازیگرانی همچون هاوارد استرن، رابین کوئیورس، ماری مک‌کورمک، پل جیاماتی، کارول آلت، الیسون جنی، مایکل مورفی، جنا جیمسون، آدام لوفیور، ریچارد پورتنو، کلی بیشاپ، سارا هایلند، رنی سانتونی، لسلی بیب، ادی فالکو، آمبر اسمیت و جنین لیندمولدر ایفای نقش کرده‌اند.